# Aarón Sáenz
Aarón Sáenz Garza (Monterrey, Nuevo León; 1 de junio de 1891 - Ciudad de México, 26 de febrero de 1983) fue un abogado, político y militar mexicano. Fue diputado, embajador de México en Brasil, subsecretario de Relaciones Exteriores con Adolfo de la Huerta, subsecretario encargado del despacho y secretario de Relaciones Exteriores con Álvaro Obregón.

## Primeros años
Nació en Monterrey, Nuevo León, el 1 de junio de 1891, siendo hijo de Juan Sáenz Garza y de Concepción Garza González. Realizó sus estudios en el Colegio Civil, en el Ateneo Fuente de Saltillo y en la Universidad Nacional de México, en donde obtuvo el título de abogado. Siendo aún muy joven, ingresó a las filas revolucionarias; pronto simpatizó con la fracción encabezada por el general Álvaro Obregón, de cuyo estado formó parte. Algunos años más tarde, cuando Obregón era ministro de Guerra (1916 - 1917), Sáenz se convirtió en su secretario particular y después en jefe de Estado Mayor.

## Guerra Cristera
Jugó un papel clave durante el conflicto Iglesia-Estado de 1926-1929. Como secretario de Relaciones Exteriores condujo las negociaciones mediadas por Dwight Morrow, embajador de los Estados Unidos de América, para encontrar una solución a la Guerra Cristera; entrando en contacto con los arzobispos Leopoldo Ruiz y Flores y Pascual Díaz Barreto.

## Funcionario público
Tras su gestión como canciller, Aarón Sáenz fue dos veces gobernador de Nuevo León; precandidato a la Presidencia de la República; secretario de Educación Pública; secretario de Industria, Comercio y Trabajo; jefe del Departamento del Distrito Federal (Regente; durante su periodo, se inauguró el Monumento a Álvaro Obregón, en San Ángel), y empresario de distintas ramas de actividad industrial y comercial.

### Secretario de Relaciones Exteriores
Como canciller, se enfrentó a las amenazas de guerra de los Estados Unidos. La razón de la presión fue la aprobación en 1925 de las leyes reglamentarias de las fracciones 1 y 4 del artículo 27. Las nuevas leyes ratificaban el dominio directo de la nación sobre las riquezas del subsuelo; declaraban de utilidad pública la industria petrolera, y dictaban otras medidas, que obligaban a las compañías petroleras a someterse a la legislación mexicana. La defensa jurídica de las leyes frente al derecho Internacional se encargó Sáenz. Aunque la razón de la fuerza imperó y México no pudo aplicarlas totalmente, pero dejó la puerta abierta para la expropiación de 1938.[cita requerida]

### Secretario de Industria, Comercio y Trabajo
Como Secretario de Industria, Comercio y Trabajo, impuso el código del Trabajo de Benito Mussolini en México y la Ley Federal del Trabajo, donde los trabajadores pierden el derecho a formar sindicatos de manera libre, y donde el Estado se convierte en árbitro obligatorio.[cita requerida]

## Candidatura presidencial de 1929
Participó como candidato en las elecciones de 1929 para la presidencia, en contra de Pascual Ortiz Rubio, habiendo perdido debido a una campaña de desprestigio en su contra, basada principalmente en su adscripción a la Iglesia presbiteriana; la campaña fue sostenida por Plutarco Elías Calles, quien pretendía continuar con el llamado Maximato.
Después de dejar sus puestos públicos en el gobierno en 1935, Sáenz estableció un corporativo azucarero y revolucionó la producción de azúcar en el país. Fue también conocido como "el rey mexicano del azúcar", fundando una dinastía hasta estas fechas, liderada por su hijo Aarón Sáenz Couret y su nieto Aarón Sáenz Hirschfield, a la cabeza del liderazgo de la compañía azucarera en México. En este punto, era un real monopolio en la industria productora de azúcar. Este monopolio fue echado abajo durante el gobierno del presidente Adolfo Ruiz Cortines en 1953.

## Empresas familiares
Entre ellas, cabe destacar las siguientes:  
- Mexicana de Aviación (en quiebra desde el mediodía del 28 de agosto del 2010)
- ingenios azucareros
- Seguros Atlas.
- Banca Confía, estatizada en 1982 y privatizada luego por el gobierno de Carlos Salinas de Gortari; pasó a manos del equipo de Jorge Lankenau, y luego fue adquirida por Citibank, que luego la fusionó con Banamex, a la compra de este durante el sexenio de Ernesto Zedillo.

## Gas natural
Apoyó el proyecto de los industriales, introduciendo el gas natural de Texas, Estados Unidos, construyéndose rápidamente el gasoducto Reynosa-Monterrey; para 1930, el gas era para uso doméstico e industrial, siendo Monterrey por muchos años la primera y única ciudad que disfrutó del gas natural.[cita requerida]

## Publicaciones
Escribió varios libros acerca de la Revolución mexicana.[cita requerida]

## Vida familiar
Estuvo casado con Margarita Couret, con quien tuvo ocho hijos. En un tiempo todos ellos manejaban empresas fundadas por él, mismas que actualmente ya no existen o han pasado a otras manos. Fue hermano del destacado pedagogo y secretario de Educación Pública, Moisés Sáenz, y cuñado del ingeniero Plutarco Elías Calles Chacón, quien fue gobernador interino de Nuevo León durante una de sus ausencias y alcalde de Monterrey.
Falleció en la Ciudad de México a las 20:30 horas del 26 de febrero de 1983. Fue sepultado en el Panteón Francés de San Joaquín.